# Ed Earl Repp

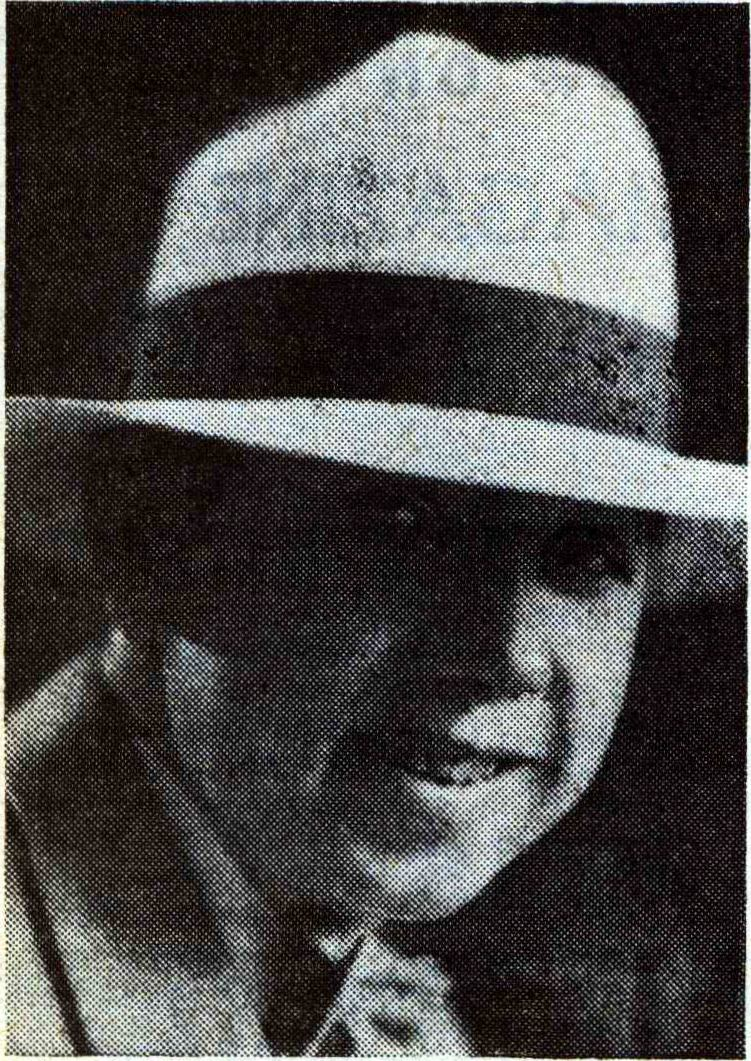
Ed Earl Repp ca. 1938

Edward Earl Repp (geboren am 22. Mai 1901 in Pittsburgh, Pennsylvania; gestorben am 14. Februar 1979 in Butte, Kalifornien) war ein US-amerikanischer Science-Fiction-, Western- und Drehbuchautor.

## Leben
Repp war der Sohn von Charles Edward Repp, einem Ingenieur, und von Mary Caroline Repp, geborene Dunham. Er begann früh zu schreiben und veröffentlichte 1920 eine erste Kurzgeschichte in dem britischen Magazin Wide World. Ab 1929 begann er in größerem Umfang in den Pulp-Magazinen der Epoche zu veröffentlichen, zunächst vor allem Science-Fiction, aber auch Horror- und Abenteuergeschichten, später dann Western. Er war der letzte, der den legendären Revolverhelden Wyatt Earp vor dessen Tod 1929 interviewte. Neben seinem wirklichen Namen verwendete er für Western als Autorennamen die Pseudonyme Bradner Buckner und John Cody, er soll auch unter dem Verlagspseudonym Peter Field veröffentlicht haben. Seine Science-Fiction wird von John Clute als wenig bemerkenswert eingestuft. Bleiler ging noch weiter, indem er Repp „als achtlosen, plumpen Schreiber, der oft für das Übelste der Pulp-Tradition ein Beispiel gab“ charakterisierte.
Ab Mitte der 1930er dann schrieb Repp für Warner Brothers, Columbia, RKO und andere Studios zahlreiche Drehbücher, vorwiegend für Westernfilme.
Seinen Angaben zufolge hat er 19 Bücher und 1500 Storys in Magazinen veröffentlicht, sowie ca. 200 Filmcredits.
1925 hatte Repp sich mit Margaret Louise Smith verheiratet. Sie hatten einen Sohn (geboren 1927), der 1971 in Vietnam fiel. Repp starb 1979 im Alter von 77 Jahren.

## Bibliografie

### Science-Fiction
Roman
- Rescue from Venus (1941)

Sammlungen
- The Radium Pool (1949)
- The Stellar Missiles (1949)
- John Hale Laboratory Sleuth (2011)

Capt. Wollack (Kurzgeschichtenserie)
- 1 The Invisible Raiders (1929)
- 2 Beyond the Aurora (1929)

Robert Allison (Kurzgeschichtenserie)
- 1 Beyond Gravity (1929)
- 2 The Annihilator Comes (1930)

The Stellar Missiles (Kurzgeschichtenserie)
- 1 The Stellar Missile (1929)
- 2 The Second Missile (1930)

John Hale (Kurzgeschichtenserie)
- The Scientific Ghost (1939)
- The Curse of Montezuma (1939)
- Brigade of the Damned (1939)
- John Hale Convicts a Killer (1939)
- John Hale’s Hollywood Mystery (1939)
- The Light That Killed (1943)
- The Black Pool (1943)

Kurzgeschichten
- The Radium Pool (1929)
- The Metal World (1929)
- Flight of the Eastern Star (1929)
- The Red Dimension (1930)
- The Storm Buster (1930)
- Gulf Stream Gold (1930)
- The Sky Ruler (1930)
- The Carewe Murder Mystery (1930)
- The Synthetic Men (1930)
- From Out of the Earth (1931)
- The Beasts of Ban-du-lu (1931)
- Deep Sea Justice (1931)
- The Black Astral (1931)
- World of the Living Dead (1932)
- The Phantom of Terror (1933)
- The Body Pirate (1935)
- The Gland Superman (1938)
- Song of Death (1938)
- Lost on the Sea Bottom (1939)
- The City That Walked (1939)
- Revolution on Venus (1939, als Bradner Buckner)
- The Deadly Paint of Harley Gale (1939)
- Under the North Pole (1939)
- The City of Oblivion (1939, als Bradner Buckner)
- Invaders from Sirius (1939)
- Sphinx of the Spaceways (1939)
- Martian Terror (1940)
- Norris Tapley’s Sixth Sense (1940)
- Worlds at War (1940)
- Planet of Black Terror (1940)
- The World in the Atom (1940)
- Buccaneer of the Star Seas (1940)
- Variant: Quest of the Immortal (1940)
- The Day Time Stopped Moving (1940, als Bradner Buckner)
- The Invisible World (1940)
- Destiny Made to Order (1941)
- Masters of Madness (1941, als Bradner Buckner)
- Wisdom of the Dead (1941)
- When Time Rolled Back (1941)
- The Sky Terror (1941)
- Armageddon, 1948 (1941)
- The Secret of Planetoid 88 (1941)
- Dwellers of the Darkness (1942)
- Master of the Living Dead (1944)
- Spawn of Jupiter (1944)
- Kleon of the Golden Sun (1950)

### Western
- The Dragoon Sidewinder (1932)
- Charley Jack’s Monument (1933)
- Hell’s Hacienda (1933)
- The Man from Hell (1933)
- Mustang Mesa (1934)
- Honor of an Outlaw (1934)
- Oklahoma’s Three Guardsmen (1934)
- Six-Gun Law (1935)
- The Man from Bear River (1935)
- King of the Buscaderos (1935)
- Alias Bill Chadwell (1935)
- Life for Love (1936)
- The Six-Gun Parson (1936)
- Owl-Hoot Love (1936)
- Smashing the Youngers (1936)
- South of the Rio (1936)
- Butch Cassidy, Outlaw King (1936)
- Chuck Colcord, Lead Slinger (1936)
- Lead in His Teeth (1936)
- When Gunmen Meet— (1936)
- The Blond Cossack (1936)
- Sons of the Chaparral (1936)
- Masked Riders of Perdition (1936)
- Owlhoot Outcasts (1936)
- Renegade Lover (1936)
- Cherokee Strip Stampeders (1936)
- Hell’s Saddle Legion (1936)
- Lawman Without a Badge (1936)
- Outlawed Guns (1936)
- Texas Ranger (1936)
- Empty Holsters (1936)
- Tinhorn’s Boothill Gamble (1936)
- Town-Tamers of the Owlhoot (1936)
- Hell on the Jornada (1937)
- A Boothill Exile Rides to War (1937)
- One-Hour Lawman (1937)
- Wild Bunch Posse (1937)
- Hell’s Gun Guardians (1937)
- Too Much West (1937)
- Gun-Work for the Wild Bunch (1937)
- Mustang Massacre (1937)
- Ranger Requiem (1937)
- The Golden Galleon (1937)
- The Wild Bunch Never Forgets (1937)
- Man Bait (1937)
- The Belle of Tombstone (1937)
- Bear River Smith, Man Buster (1937)
- Gun Polish for Rusty Law (1937)
- Satan’s Outcasts Ride to War (1937)

als Bradner Buckner
- Mustang Killers (1936)
- Kings of the Gun Trail (1936)
- Boothill Returns a Gunman (1937)
- Scourge of the Frontier Raiders (1938)
- The Derelict Mesa Gun-Dogs (1938)
- Gun Prodigal’s Return (1938)
- Hell of a Hombre (1938)
- Buckskin Vengeance (1938)
- Colt Counselor (1938)
- The Crew That Satan Kept (1938)
- Graves for Land-Grabbers (1938)
- No Dogies Wanted at Dodge (1938)
- Road Agents by Proxy (1938)
- Satan’s Gun Ghost (1938)
- Dead Man’s Hand (1939)
- Kin Fortune-Gunsmoke Lawyer (1939)
- King of the Die-Hard Legion (1939)
- Quick-Grave Quarantine (1939)
- Salvation of the Fighting S Bar (1939)
- Six-Gun Job for a Texas Ranger (1939)
- Two Bulldoggers from Texas (1939)
- Range-War Peacemakers Die Alone (1939)
- Rebels of the Lost Legion (1939)
- The Broken S Man-Breaker (1939)
- The Oil War Renegade (1939)
- Canyon of Broken Men (1939)
- Then Wyoming Sent Guns (1939)
- Don Hurricane (1940)
- Texas Manbreaker (1941)
- Gun Ghosts of Skeleton Canyon (1941)
- The Gunlord of Lost Mesa (1941)
- Short Cut to Boothill (1941)
- Tombstone Pistoleers (1941)
- Gun Courier of the Badlands (1941)
- Daughter of the Rockies (1941)
- Lost Battalion of Moccasin Swamp (1941)
- Whip Artist of the Jornada (1942)
- Gun-Ghost from Juarez (1942)
- Boothill Bondage (1942)
- Showdown in the Shoshone (1942)
- Satan’s Branding Iron (1942)
- Satan Rides at Sundown (1943)
- Freighters Can’t Be Cowards (1943)

als John Cody
- Six-Gun Judas (1935)
- Gun-Orphan of the Wilderness Trails (1938)
- Satan’s Sixgun Prayer (1939)
- Fugitive from the Wolf-Pack (1941)
- Death Under the Needle’s Eye (1973)
- Wagon Wheels West (1974)
- Hidden Nuggets of Lola Montez (1974)

## Filmografie
- 1934: The Man from Hell (Story)
- 1935: The Roaring West (Story)
- 1937: The Cherokee Strip (Story Cherokee Strip Stampeders)
- 1937: Empty Holsters (Story)
- 1937: The Devil’s Saddle Legion (Drehbuch, nach Hell’s Saddle Legion)
- 1937: Prairie Thunder (Drehbuch)
- 1937: The Old Wyoming Trail (Drehbuch)
- 1937: Outlaws of the Prairie (Drehbuch)
- 1938: Romance Road (Kurzfilm, Drehbuch)
- 1938: Cattle Raiders (Drehbuch)
- 1938: Call of the Rockies (Drehbuch)
- 1938: West of Cheyenne (Drehbuch)
- 1941: Rawhide Rangers (Drehbuch)
- 1942: The Lone Prairie (Story and Drehbuch)
- 1943: Saddles and Sagebrush (Drehbuch und Story)
- 1943: Six Gun Gospel (Drehbuch)
- 1943: Oklahoma Outlaws (Kurzfilm, Drehbuch)
- 1943: Wagon Wheels West (Kurzfilm, Drehbuch)
- 1943: Silver City Raiders (Drehbuch)
- 1943: The Vigilantes Ride (Story und Drehbuch)
- 1943: Over the Wall (Kurzfilm, Drehbuch)
- 1944: Gun to Gun (Kurzfilm, Drehbuch)
- 1944: Roaring Guns (Kurzfilm, Drehbuch)
- 1944: Trial by Trigger (Kurzfilm, Drehbuch)
- 1944: The Last Horseman (Drehbuch und Story)
- 1944: Trigger Trail (Drehbuch)
- 1945: Texas Panhandle (Drehbuch)
- 1946: Gunning for Vengeance (Drehbuch)
- 1946: Galloping Thunder (Drehbuch)
- 1946: Heading West (Story und Drehbuch)
- 1946: Terror Trail (Drehbuch und Story)
- 1946: The Fighting Frontiersman (Drehbuch)
- 1947: The Lone Hand Texan (Drehbuch)
- 1947: Prairie Raiders (Drehbuch)
- 1947: The Stranger from Ponca City (Drehbuch)
- 1948: The Tioga Kid (Drehbuch)
- 1948: Guns of Hate (Drehbuch und Story)
- 1949: Challenge of the Range (Drehbuch)
- 1949: The Pecos Pistol (Kurzfilm, Drehbuch)
- 1950: Storm Over Wyoming
- 1950: Rider from Tucson
- 1951: Law of the Badlands
- 1951: Saddle Legion
- 1951: Gunplay
- 1951: Cyclone Fury
- 1952: The Kid from Broken Gun (Drehbuch)
- 1955: Tales of the Texas Rangers (Fernsehserie, Episode Prairie Raiders)
- 1957: 26 Men (Fernsehserie, Episode Incident at Yuma)
- 1957: Broken Arrow (Fernsehserie, Episode White Savage)